# Persone di nome Damiano
| Questa pagina contiene informazioni ricavate automaticamente dalle voci biografiche con l'ausilio del template Bio e di un bot. L'aggiornamento è periodico e automatico e ricostruisce completamente la pagina. Se manca una persona in questa lista, sei pregato di non aggiungerla, ma accertati piuttosto che la sua voce biografica contenga il template Bio e che i dati anagrafici siano correttamente compilati. Se il template Bio manca, inseriscilo tu stesso o, in alternativa, metti l'avviso {{tmp\|Bio}} che ne segnala la mancanza. Se i dati riportati sono sbagliati, correggi direttamente la voce biografica; le modifiche saranno visibili in questa lista entro pochi giorni. Per chiarimenti vedi il progetto antroponimi. La lista contiene solo le 65 persone che sono citate nell'enciclopedia e per le quali è stato implementato correttamente il template Bio. Pagina aggiornata al 22 lug 2025. |

Questa è una lista di persone presenti nell'enciclopedia che hanno il nome Damiano, suddivise per attività principale.

## Allenatori di calcio(5)
- Damiano Longhi, allenatore di calcio e ex calciatore italiano (Faenza, n. 1966)
- Damiano Morra, allenatore di calcio e ex calciatore italiano (San Fernando, n. 1955)
- Damiano Moscardi, allenatore di calcio e ex calciatore italiano (Prato, n. 1974)
- Damiano Sonzogni, allenatore di calcio e ex calciatore italiano (San Pellegrino Terme, n. 1968)
- Damiano Zenoni, allenatore di calcio e ex calciatore italiano (Trescore Balneario, n. 1977)

## Allenatori di pallacanestro(1)
- Damiano Pilot, allenatore di pallacanestro italiano (Roma, n. 1989)

## Alpinisti(1)
- Damiano Marinelli, alpinista e esploratore italiano (Ariccia, n. 1843 - Macugnaga, † 1881)

## Arcivescovi cristiani orientali(1)
- Damiano di Alessandria, arcivescovo cristiano orientale siriaco (Siria - Egitto, † 605)

## Arcivescovi ortodossi(1)
- Damiano di Gerusalemme, arcivescovo ortodosso greco (Marathokampos, n. 1848 - † 1931)

## Attivisti(1)
- Dino Frisullo, attivista, politico e giornalista italiano (Foggia, n. 1952 - Perugia, † 2003)

## Attori(2)
- Damiano Gavino, attore italiano (Roma, n. 2001)
- Damiano Russo, attore italiano (Bari, n. 1983 - Roma, † 2011)

## Bassisti(1)
- Damiano Dattoli, bassista e compositore italiano (Milano, n. 1945)

## Briganti(1)
- Damiano Vellucci, brigante italiano (Santi Cosma e Damiano, n. 1835 - Gaeta, † 1863)

## Calciatori(6)
- Damiano Cesari, ex calciatore italiano (Roma, n. 1973)
- Damiano Ferronetti, ex calciatore italiano (Albano Laziale, n. 1984)
- Damiano Quintieri, calciatore italiano (Cosenza, n. 1990)
- Damiano Schet, ex calciatore olandese (n. 1990)
- Damiano Vannucci, ex calciatore sammarinese (Geleen, n. 1977)
- Damiano Zanon, ex calciatore italiano (L'Aquila, n. 1983)

## Cantanti(1)
- Damiano Della Torre, cantante e compositore italiano (Como, n. 1973)

## Cantautori(1)
- Damiano David, cantautore italiano (Roma, n. 1999)

## Cestisti(4)
- Damiano Brigo, ex cestista e allenatore di pallacanestro italiano (Conselve, n. 1973)
- Damiano Dalfini, ex cestista italiano (Villafranca di Verona, n. 1977)
- Damiano Faggiano, ex cestista italiano (Ceglie Messapica, n. 1975)
- Damiano Verri, ex cestista italiano (Parma, n. 1985)

## Ciclisti su strada(3)
- Damiano Caruso, ciclista su strada italiano (Ragusa, n. 1987)
- Damiano Cima, ex ciclista su strada italiano (Brescia, n. 1993)
- Damiano Cunego, ex ciclista su strada italiano (Verona, n. 1981)

## Cuochi(1)
- Damiano Carrara, pasticciere e conduttore televisivo italiano (Lucca, n. 1985)

## Fisici(1)
- Damiano Macaluso, fisico italiano (Palermo, n. 1845 - Palermo, † 1932)

## Generali(1)
- Damiano Dalasseno, generale e nobile bizantino († 998)

## Giornalisti(1)
- Damiano Ficoneri, giornalista italiano (Roma, n. 1966)

## Intarsiatori(1)
- Fra Damiano da Bergamo, intarsiatore e religioso italiano (Zogno - Bologna, † 1549)

## Mafiosi(1)
- Damiano Caruso, mafioso italiano (Villabate, n. 1937 - Milano, † 1973)

## Matematici(1)
- Damiano Brigo, matematico e statistico italiano (Venezia, n. 1966)

## Militari(2)
- Damiano Chiesa, militare e patriota italiano (Rovereto, n. 1894 - Trento, † 1916)
- Damiano Ciancilla, militare italiano (Bono, n. 1894 - Cirmù, † 1939)

## Nuotatori(1)
- Damiano Lestingi, ex nuotatore italiano (Civitavecchia, n. 1989)

## Pallavolisti(3)
- Damiano Catania, pallavolista italiano (Catania, n. 2001)
- Damiano Pippi, ex pallavolista italiano (Perugia, n. 1971)
- Damiano Valsecchi, pallavolista italiano (Bergamo, n. 1991)

## Patrioti(1)
- Damiano Assanti, patriota, politico e prefetto italiano (Catanzaro, n. 1809 - Roma, † 1894)

## Pittori(1)
- Damiano Mazza, pittore italiano (Padova, n. 1550 - Venezia, † 1576)

## Politici(5)
- Damiano Coletta, politico e medico italiano (Latina, n. 1960)
- Damiano Potì, politico italiano (Melendugno, n. 1934)
- Damiano Sauli, politico, ingegnere e militare italiano (Genova, n. 1798 - Genova, † 1860)
- Damiano Tommasi, politico, dirigente sportivo e ex calciatore italiano (Negrar, n. 1974)
- Damiano Zoffoli, politico e medico italiano (Cesenatico, n. 1960)

## Presbiteri(2)
- Damiano da Finale, presbitero italiano (Perti - Reggio Emilia, † 1484)
- Damiano de Veuster, presbitero e missionario belga (Tremelo, n. 1840 - Molokai, † 1889)

## Pugili(1)
- Damiano Lassandro, ex pugile italiano (Bari, n. 1947)

## Registi(2)
- Damiano e Fabio D'Innocenzo, regista e sceneggiatore italiano (Roma, n. 1988)
- Damiano Damiani, regista, saggista e attore italiano (Pasiano di Pordenone, n. 1922 - Roma, † 2013)

## Registi teatrali(1)
- Damiano Michieletto, regista teatrale italiano (Venezia, n. 1975)

## Religiosi(2)
- Damiano Damiani, religioso e organaro italiano (Villa d'Almè, n. 1763 - Bergamo, † 1842)
- Damiano da Bozzano, religioso e missionario italiano (Bozzano, n. 1898 - Recife, † 1997)

## Schermidori(1)
- Damiano Rosatelli, schermidore italiano (Genzano di Roma, n. 1995)

## Scialpinisti(1)
- Damiano Lenzi, scialpinista italiano (Domodossola, n. 1987)

## Scrittori(1)
- Damiano Filia, scrittore, storico e presbitero italiano (Illorai, n. 1878 - Sassari, † 1956)

## Storici(1)
- Damiano Muoni, storico e numismatico italiano (Antegnate, n. 1820 - Milano, † 1894)

## Vescovi(1)
- Damiano di Pavia, vescovo italiano (Pavia)

## Vescovi cattolici(2)
- Damiano Giulio Guzzetti, vescovo cattolico e missionario italiano (Turate, n. 1959)
- Augusto Filippo di Limburg-Stirum, vescovo cattolico e nobile tedesco (Gemen, n. 1721 - Passavia, † 1797)

## Vescovi ortodossi(1)
- Damiano, vescovo ortodosso albanese (Llëngë, n. 1886 - Pogradec, † 1973)